# Polizeiruf 110: Eine Madonna zuviel
Eine Madonna zuviel ist ein deutscher Kriminalfilm von Helmut Krätzig aus dem Jahr 1973. Der Fernsehfilm erschien als 20. Folge der Filmreihe Polizeiruf 110.

## Handlung
Mischa wird mal wieder von der jungen Doris Schubert, Tochter eines Küsters, abgewiesen. Er weiß, dass Küster Schubert ihn als möglichen Schwiegersohn ablehnt und ist wütend. Leicht angetrunken fährt er mit seinem Freund Peter zur Kirche, in der der Küster seinen Dienst verrichtet. Mischa will allein mit dem Küster reden, holt jedoch kurze Zeit später Peter in den Kircheninnenraum: Küster Schubert liegt leblos im Altarraum, neben sich eine Madonnenfigur und einen Kerzenleuchter. Während Peter Mischa noch Vorwürfe macht, wird das Licht gelöscht und die Kirchentür verschlossen. Die jungen Männer läuten die Glocken und holen so Hilfe.
Oberleutnant Jürgen Hübner und Leutnant Vera Arndt übernehmen die Ermittlungen. Schubert wird lebensbedrohlich verletzt ins Krankenhaus gebracht. Der Pfarrer findet eine identische Madonnenstatue hinter dem Altar und glaubt an ein Wunder. Jürgen Hübner sieht den Fall realistischer: Nach eingehender Untersuchung kann eine der beiden Figuren als Fälschung identifiziert werden. Es stellt sich heraus, dass Schubert eigentlich Restaurator und Holzschnitzer ist. Er arbeitete einst mit dem freien Kunsthistoriker Dr. Schneider und Museumsdirektor Bonk zusammen. Schubert wurde eines Tages verdächtigt, Originalsteine aus Antiquitäten entfernt und durch Nachahmungen ersetzt zu haben. Die Originale wurden an wohlhabende Käufer veräußert. Zwar konnte Schubert die Tat nicht nachgewiesen werden, doch kündigte er aus verletztem Stolz seine Anstellung. Er wurde Küster der Kirche, betreibt jedoch auf dem Kirchengelände eine eigene Restaurierungswerkstatt. Auch Arzt und Sammler Dr. Eberhard Kunze hat immer wieder seine Skulpturen bei Schubert zur Restaurierung abgegeben. Als er ein Stück abholen will, wird er von der Polizei befragt. Die gerade für Kunze restaurierte Skulptur befindet sich jedoch schon lange in seinem Familienbesitz.
In Mischa Burgers Wohnung finden die Ermittler, die inzwischen den Kunstexperten Leutnant Dr. Binder zu ihren Ermittlungen hinzugezogen haben, eine Johannes-Skulptur. Sie ist ebenfalls gefälscht, jedoch noch nicht fertiggestellt. Das Original befindet sich im Köckritzer Heimatmuseum und Dr. Binder demonstriert vor Ort, wie leicht das Original gegen die Fälschung ausgetauscht werden könnte. So wurden wahrscheinlich zahlreiche Originale gegen falsche Skulpturen ausgewechselt, ohne dass der Diebstahl bemerkt wurde.
Vera Arndt erfährt, dass Schubert im Krankenhaus seinen Verletzungen erlegen ist. Sie überbringt Tochter Doris die Nachricht, die Vera daraufhin eine Erpressermeldung vorspielt, die sie vor zwei Tagen auf Tonband erhalten hat. Darin fordert der Mann, die gefälschte Johannes-Skulptur in einem Schließfach zu hinterlegen. Doris befolgt die Anweisungen. Einige Stunden später wird die Figur abgeholt und der Täter flieht in einem Wagen. Die Polizei verfolgt ihn und stellt ihn schließlich – es handelt sich um Dr. Eberhard Kunze. In seinem Besitz befinden sich zahlreiche Originalschnitzereien, die an ihren eigentlichen Standorten durch täuschend echte Fälschungen ersetzt wurden. Hehler war Dr. Schneider, der wiederum Restaurator Schubert erpresste. Einst hatten Schneider und Schubert beim Edelsteindiebstahl zusammengearbeitet, da der nach dem Tod seiner Frau alkoholabhängige Schubert Geld brauchte. Schneider setzte Schubert nun unter Druck. Schubert schuf für Schneider die Kopien, dachte jedoch, Schneider wolle sie an Sammler verkaufen. Als er Schneider in der Kirche überraschte, als dieser die Madonna austauschte, kam es zum Zweikampf und Schneider schlug Schubert nieder. Als Mischa und Peter in die Kirche kamen, schlich sich Schneider aus dem Raum und verschloss die Kirche. Er dachte nicht daran, dass der schwerverletzte Schubert einen Arzt gebraucht hätte, sondern wollte sich so einen Vorsprung verschaffen. Schneider gesteht die Tat, als er erfährt, dass Schubert tot ist. Er wird festgenommen. Mischa ist nun von jedem Tatverdacht entlastet und es kommt zur Versöhnung mit Doris.

## Produktion
Eine Madonna zuviel wurde vom 5. Juni bis 19. Juli 1973 in Dresden (Leubnitz-Neuostra, Loschwitz, Blasewitz) sowie in Bautzen und Freiberg gedreht. Haupthandlungsort des Films ist die Kirche Leubnitz-Neuostra in Dresden. Die Verfolgungsjagd zu Ende des Films führte unter anderem durch Loschwitz und Blasewitz. Die Kostüme des Films schufen Ruth Karge und Isolde Müller-Claud, die Filmbauten stammen von Hans Völker. Der Film erlebte am 18. November 1973 im 1. Programm des Fernsehens der DDR seine Fernsehpremiere.
Es war die 20. Folge der Filmreihe Polizeiruf 110. Oberleutnant Jürgen Hübner ermittelte in seinem 7. und Leutnant Vera Arndt in ihrem 16. Fall. Nach Alarm am See war es das zweite Mal, dass Kunstraub bzw. -fälschung in einem Polizeiruf thematisiert wurde. Die Kritik lobte, dass die Kirche im Film durchaus positiv als „soziale Auffanginstitution“ dargestellt wird, war Restaurator Schubert doch nach dem Tod seiner Frau zum Trinker geworden und hatte durch seine Arbeit als Küster einen neuen Sinn im Leben erhalten. Der Film ergreife zudem „für Jugendliche Partei, die wegen ihrer oft nicht sofort einsehbaren Haltungen schnell verurteilt werden.“